# Gabinete Orbán V
El Gabinete Orbán V es el actual gobierno de Hungría, al mando del primer ministro Viktor Orbán. El 24 de mayo de 2022, a propuesta de la Presidenta de la República, Katalin Novák, los ministros prestaron juramento, y así el nuevo gobierno inició oficialmente sus labores.

## Apoyo parlamentario
| Cámara                       | Candidato    | Fecha                                                 | Voto |     |   | UxH |   | Total   |
| ---------------------------- | ------------ | ----------------------------------------------------- | ---- | --- | - | --- | - | ------- |
| Asamblea Nacional de Hungría | Viktor Orbán | 24 de mayo de 2022 Mayoría simple requerida (100/199) | Sí   | 135 | 1 |     |   | 136/199 |
| Asamblea Nacional de Hungría | Viktor Orbán | 24 de mayo de 2022 Mayoría simple requerida (100/199) | No   |     |   | 57  | 6 | 63/199  |
| Asamblea Nacional de Hungría | Viktor Orbán | 24 de mayo de 2022 Mayoría simple requerida (100/199) | Abs. |     |   |     |   | 0/199   |

## Composición
| Partido político            |                                     | Fidesz | Fidesz  | Fidesz |
| Partido político            | Partido Popular Demócrata Cristiano | |         |        |
| Partido político            | Independiente                       | |         |        |
| Nombre                      | Nombre                              | Cargo | Retrato | Ref.   |
| Primer ministro             |                                     | |         |        |
| Viktor Orbán                |                                     | Primer ministro de Hungría |         | [ 1 ]  |
| Vice primer ministro        |                                     | |         |        |
| Zsolt Semjén                |                                     | Vice primer ministro de Hungría y ministro sin cartera responsable de Política Nacional, Política de Nacionalidad, Política Eclesiástica y Diplomacia Eclesiástica |         | [ 2 ]  |
| Ministros                   |                                     | |         |        |
| Gergely Gulyás              |                                     | Ministro a cargo de la Oficina del primer ministro |         |        |
| Antal Rogán                 |                                     | Ministro a cargo de la Oficina del Gabinete del primer ministro |         |        |
| Péter Szijjártó             |                                     | Ministro de Relaciones Exteriores y Comercio |         | [ 3 ]  |
| Sándor Pintér               |                                     | Ministro del Interior |         | [ 4 ]  |
| Judit Varga                 |                                     | Ministra de Justicia |         | [ 5 ]  |
| Mihály Varga                |                                     | Ministro de Finanzas |         | [ 6 ]  |
| János Csák                  |                                     | Ministro de Cultura e Innovación |         |        |
| László Palkovics            |                                     | Ministro de Tecnología e Industria |         |        |
| Csaba Lantos                |                                     | Ministro de Energía |         |        |
| István Nagy                 |                                     | Ministro de Agricultura |         | [ 7 ]  |
| Kristóf Szalay-Bobrovniczky |                                     | Ministro de Defensa |         | [ 8 ]  |
| János Lázár                 |                                     | Ministro de Construcción y Transporte |         |        |
| Márton Nagy                 |                                     | Ministro de Desarrollo Económico |         |        |
| Tibor Navracsics            |                                     | Ministro sin cartera responsable del Desarrollo Territorial |         |        |